# RAM・01
RAM・01は、RAMレーシングが1984年のF1世界選手権に投入したフォーミュラ1カー。01は2戦のみ実戦参加した。

## 背景
RAMレーシングはマイク・ラルフとジョン・マクドナルドによって設立されたが、1970年代後半にカスタマーチームとしてF1世界選手権に参戦した。チームはブラバム、マーチ、ウィリアムズの車両を用いて数戦にスポット参戦した。1981年より独自の車両を用いてフル参戦を開始した。車両の開発はマーチ・グランプリに委託したが、マーチ・グランプリはRAMとロビン・ハードが設立し、開発した車両はマーチを名乗ったものの、かつてのマーチ・エンジニアリングとは直接の関係は無かった。1982年にRAMはマーチ・グランプリと袂を分かったが、車両はマーチの名を継続して使用した。1983年のRAM・マーチ01はマーチが開発した設計図を元にRAMが製作した車両であったが、1984年には完全にマーチとは離れ、車両名も「RAM」とした。

## 開発
1984年、チームは2台体制でシーズンに臨む。RAMは新型のRAM・02を開発したが、開幕までに1台しか用意できなかったため、前年のRAM・マーチ01を大幅に改修したRAM・01を1台投入した。RAM・01はRAM・マーチ01の3号車を元に製作され、DFYエンジンに代えてハート415Tが搭載された。車体はサイドポンツーンが再設計され、リアウィングには小型の補助ウィングが取り付けられた。

## レース戦績
RAM・01はジョナサン・パーマーがドライブした。チームメイトのフィリップ・アリオーは同じエンジンを搭載するRAM・02をドライブした。
開幕戦のブラジルでパーマーはアリオーよりも1.7秒遅れで予選を通過した。RAMの両名とも参加ドライバーの中で最も遅かった。ターボエンジンを搭載していたものの、自然吸気エンジンを搭載するオゼッラ、アロウズ、ティレルにも後れを取った。決勝でアリオーはターボトラブルでリタイアしたが、パーマーは9位でフィニッシュした。ティレルのマーティン・ブランドルが失格となったため、パーマーは繰り上がって8位となる。これはRAM・01の最高成績だった。次戦の南アフリカでパーマーは新型02をドライブするアリオーを上回り、21位で予選を通過した。決勝では10周目にギアボックストラブルでリタイアする。これが01の最後のレースとなり、第3戦ベルギーからパーマーにも02が与えられた。

## F1における全成績
(key) （太字はポールポジション）
| 年     | シャシー | エンジン                  | タイヤ | No | ドライバー | 1   | 2   | 3   | 4   | 5   | 6    | 7   | 8   | 9   | 10  | 11  | 12  | 13  | 14  | 15  | 16  | ポイント | 順位 |
| ------ | -------- | ------------------------- | ------ | -- | ---------- | --- | --- | --- | --- | --- | ---- | --- | --- | --- | --- | --- | --- | --- | --- | --- | --- | -------- | ---- |
| 1984年 | RAM・01  | ハート 415T L4 1.5 ターボ | P      |    |            | BRA | RSA | BEL | SMR | FRA | MON† | CAN | DET | DAL | GBR | GER | AUT | NED | ITA | EUR | POR | 0        | -    |
| 1984年 | RAM・01  | ハート 415T L4 1.5 ターボ | P      | 10 | パーマー   | 8   | DNF |     |     |     |      |     |     |     |     |     |     |     |     |     |     | 0        | -    |

## 参照
1. ↑  David Hodges: Rennwagen von A–Z nach 1945, Motorbuch Verlag Stuttgart 1993, ISBN 3-613-01477-7, S. 165.
2. 1 2  David Hodges: A–Z of Grand Prix Cars 1906–2001, 2001 (Crowood Press), ISBN 1-86126-339-2, S. 196.
3. ↑  Ian Bamsey: The 1000 bhp Grand Prix Cars, 1988 (G.T. Foulis & Co. Ltd), ISBN 978-0854296170, S. 99.